# 3774 Megumi
3774 Megumi (1987 YC) là một tiểu hành tinh vành đai chính được phát hiện ngày 20 tháng 12 năm 1987 bởi T. Kojima ở Chiyoda.